# Вязок (Брагинский район)
Вязок (бел. Вязок) — упразднённая деревня в Бурковском сельсовете Брагинского района Гомельской области Беларуси.

## География

### Расположение
В 14 км на запад от Брагина, 21 км от железнодорожной станции Хойники (на ветке Василевичи — Хойники от линии Калинковичи — Гомель), 133 км от Гомеля.

## Транспортная система
Транспортная связь по просёлочной, затем автодороге Хойники — Комарин.
Планировочно состоит из длинной дугообразной улицы, близкой к меридиональной ориентации, к которой на востоке присоединяется вторая улица, а на юге короткая, прямолинейная, меридиональная улица. Застройка двусторонняя, деревянная, усадебного типа.

## История
Известна с начала XIX века В 1811 году упомянута как деревня в Речицком уезде, владение Прозора. Согласно инвентарю 1844 года в составе поместья Сосняки. Согласно переписи 1897 года располагались часовня, ветряная мельница. В 1908 году в Микулитской волости Речицкого повета.
В 1931 году организован колхоз «Пробуждение», работали конная круподробилка (с 1923 года), кузница, ветряная мельница (с 1902 года). С 8 декабря 1926 года по 30 декабря 1927 года центр Вязокского сельсовета. Входила в состав совхоза «Острогляды» (центр — деревня Острогляды).
20 августа 2008 года деревня упразднена.

## Население
После катастрофы на Чернобыльской АЭС и радиационного загрязнения жители (137 семей) переселены в 1992 году в чистые места.

### Численность
- 2004 год — жителей нет

### Динамика
- 1850 год — 32 двора, 202 жителя
- 1897 год — 55 дворов, 361 житель (согласно переписи)
- 1908 год — 60 дворов 453 жителя
- 1930 год — 97 дворов, 589 жителей
- 1959 год — 690 жителей (согласно переписи)
- 1992 год — жители (137 семей) переселены